# Мазі-Ґавабар
Мазі-Ґавабар (перс. مازي گوابر) — село в Ірані, у дегестані Рахімабад, у бахші Рахімабад, шагрестані Рудсар остану Ґілян. За даними перепису 2006 року, його населення становило 43 особи, що проживали у складі 11 сімей.